# Злоказовское сельское поселение
Злока́зовское се́льское поселе́ние — муниципальное образование в Кусинском районе Челябинской области Российской Федерации. В рамках административно-территориального устройства муниципальное образование  соответствует административно-территориальной единице Злоказовский сельсовет.
Административный центр — село Злоказово.

## История
Статус и границы сельского поселения установлены Законом Челябинской области от 9 июля 2004 года № 244-ЗО «О статусе и границах Кусинского муниципального района, городских и сельских поселений в его составе»

## Население
| 2002  | 2010  | 2011  | 2012  | 2013  | 2014  | 2015  |
| ----- | ----- | ----- | ----- | ----- | ----- | ----- |
| 1841  | ↘1514 | ↘1511 | ↘1477 | ↘1445 | ↗1462 | ↘1448 |
| 2016  | 2017  | 2018  | 2019  | 2020  | 2021  |       |
| ↘1437 | ↘1409 | ↘1365 | ↘1322 | ↘1296 | ↗1300 |       |

## Состав сельского поселения
| № | Населённый пункт | Тип населённого пункта       | Население |
| - | ---------------- | ---------------------------- | --------- |
| 1 | Аршинка          | село                         | ↘51       |
| 2 | Вознесенка       | село                         | ↘149      |
| 3 | Злоказово        | село, административный центр | ↘940      |
| 4 | Никольский       | посёлок                      | ↘159      |
| 5 | Октябрьский      | посёлок                      | ↘212      |
| 6 | Северный         | посёлок                      | ↘3        |